# Pic dels Gorgs (Conflent)
|  | Per a altres significats, vegeu «Pic dels Gorgs». |

El Pic dels Gorgs (Pic des Gourgs en francès) és una muntanya del límit dels termes de Censà, Oleta i Noedes, tots tres de la comarca del Conflent, a la Catalunya del Nord.
És al sud del Roc Negre, a la serra de Madres. Forma part de la línia de crestes que separa les valls de Noedes, de la Cabrils (Censà) i d'Évol. Domina per ponent la zona dels Gorgs de Noedes, que comprèn el Gorg Blau i el Gorg Estelat del terme de Noedes i el Gorg Negre d'Èvol al terme d'Oleta.
El Pic dels Gorgs és un destí freqüent de les excursions a peu d'aquesta zona del Conflent.